# Casa de Iberoamérica (Holguín, Cuba)
La Casa de Iberoamérica es una institución cultural estatal ubicada en la ciudad de Holguín, Cuba. Fundada en 1993, depende del Ministerio de Cultura y está dedicada al estudio, promoción y difusión de la historia y cultura de los pueblos iberoamericanos. Su actividad principal incluye la Fiesta de la Cultura Iberoamericana, con exposiciones, congresos, actividades comunitarias y artísticas.

## Historia del inmueble
En el siglo XIII, la cuadra en que se encuentra ubicada, estaba casi despoblada, existiendo muy pocas construcciones independientes de materiales inferiores, además de grandes espacios de solares yermos. Es en la segunda mitad del siglo XIX cuando se van a construir en esta zona edificaciones con más elegancia.

El terreno donde se ubica el inmueble, aparece en el Registro de Propiedad de la Ciudad de San Isidoro de Holguín a partir del 1ro de marzo de 1882 y dice así:
“Un solar en la calle de San Francisco frente a la Plaza de San José con 25 varas de frente y 30 de fondo, y limita al norte con la calle en que radica y al sur con la casa de doña Antonia Batista, al este, el solar de la sucesión de don Fernando Rondón y al oeste con el de la sucesión de don Luis Vázquez. Don Gonzalo de Aguilera, mayor de edad, casado, propietario, natural y vecino de esta ciudad, adquirió esta finca de los sucesores de don Juan de Paula Osorio en 335 pesos. Don Gonzalo de Aguilera en su testamento, otorgó la propiedad de esta finca a su hijo don Leopoldo Aguilera y Rubio, de 36 años de edad, casado y vecino de Gibara”
Después de algunos años y del ir y venir de dueños, don José A. García Feria, entonces propietario del inmueble, demuele el colgadizo que existía en el solar y en su lugar construye dos casas gemelas, con patio central compartido rodeado de columnas y corredores. La nueva construcción se edificó en estilo ecléctico, con techo monolítico de hormigón armado, enmasillado, con decoraciones florales Art Noveau, amplio corredor al frente, apoyado sobre pilastras bellamente decoradas, zaguán central y decoraciones de zócalos con azulejos en los corredores interiores, mientras los pisos se construyeron de ladrillo y mosaico. La carpintería de cierre es de madera preciosa, decorada también con motivos florales. La percianería a la francesa le da el toque señorial a la residencia. Interiormente también se emplea madera preciosa, en cuarterón, con postigos y resguardadas sus ventanas por rejas de hierro, las cuales hasta hoy se conservan.

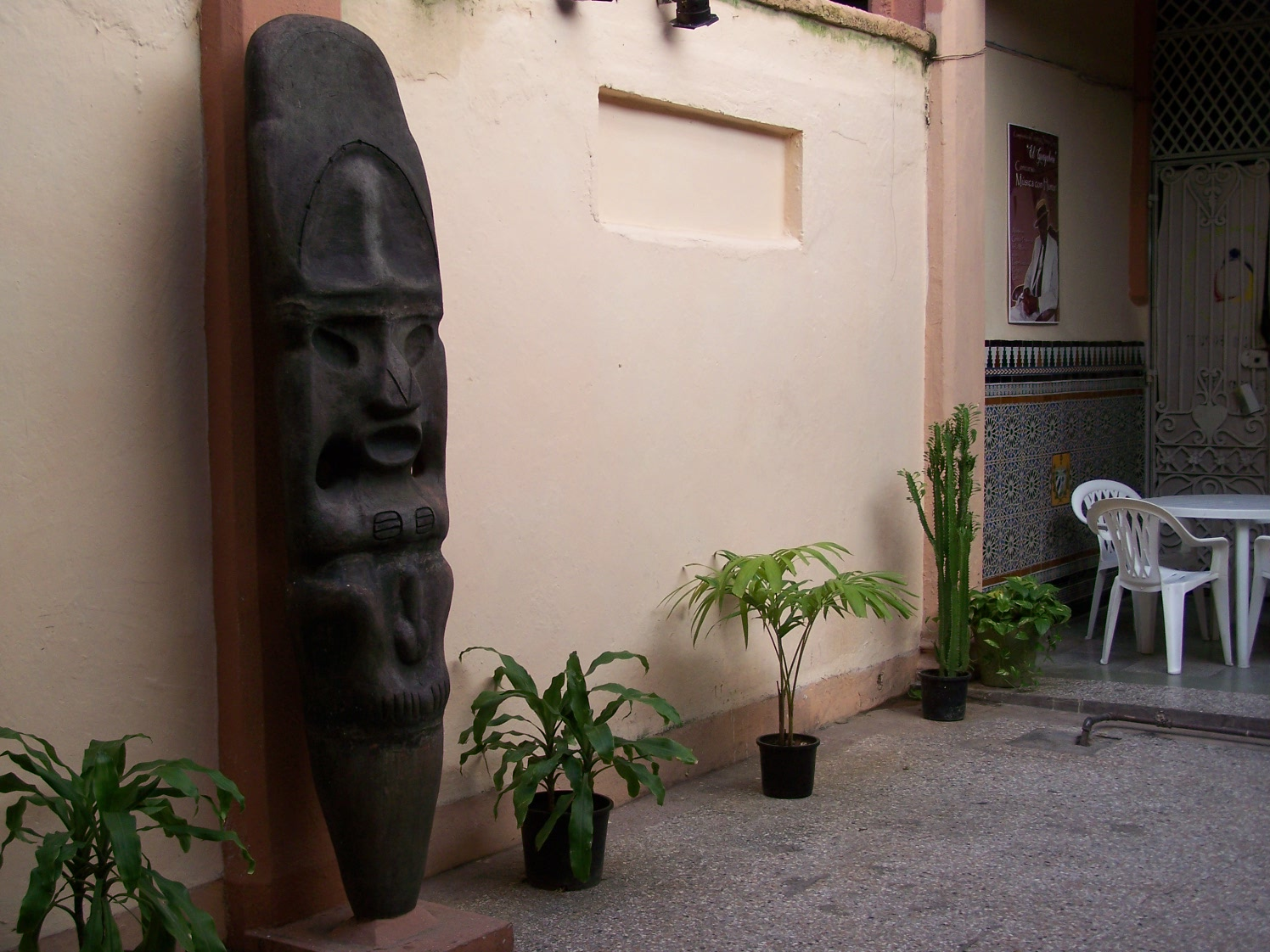
Réplica del Hacha de Holguín, en el patio interior.

Al construirse, las dos casa fueron las más ricas y hermosas de la cuadra. Pero para poder llevar a cabo esa edificación, el dueño tuvo que hipotecarlas, haciéndolas con el monto de la deuda, es así como don José  A. García y Feria constituye hipoteca por 24 000 pesos a favor de don Baldomero Menchero Muñiz, y al morir, su familia se hace cargo de la hipoteca, la cual nunca pudo ser pagada. En 1933, José A. García y las señoritas a su cargo pierden las dos casas.
Estas poseían en su estructura original sala, saleta, y zaguán común, seis cuartos, dos cuartos de baño, comedor, cocina, pantry, comedor interior, cuarto sanitario para criados, aljibe y pozo. Esta estructura se repetía en las dos casas, la de la izquierda contaba con una escalera que subía a la azotea. El patio interior común le daba un carácter de sobriedad y elegancia.
Luego del triunfo de la revolución cubana en 1959, el gobierno se encargó de darle un uso social al inmueble, el cual pasó a ser sede de la Federación de Mujeres Cubanas (FMC) en la provincia, luego pasó a ser Dirección Provincial de Círculos Infantiles, comedor de educación, hasta que finalmente, en octubre de 1993, nació como Casa de Iberoamérica, inaugurada por el ministro de Cultura Armando Hart Dávalos. 

## Fiesta de la Cultura Iberoamericana

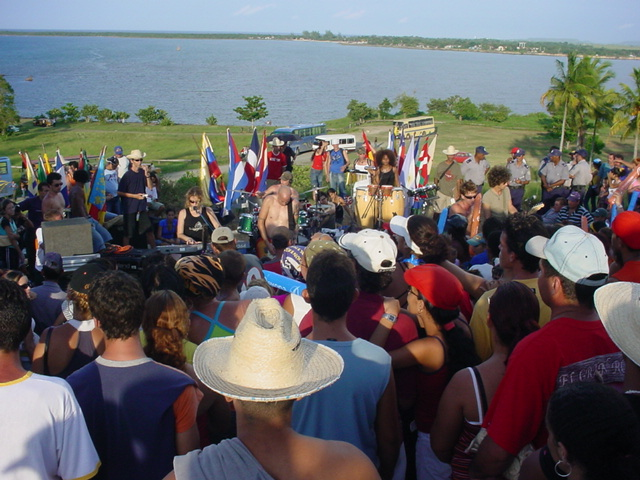
Clausaura de la Fiesta en Bariay.

La Fiesta de la Cultura Iberoamericana, celebrada desde 1992, es un evento cultural que reúne a especialistas, intelectuales y artistas de Cuba y otros países iberoamericanos para confraternizar a través del arte. Combina historia, tradiciones y manifestaciones contemporáneas como plástica, danza, cine y música, reconociendo tanto el nacimiento de nuevos pueblos como el impacto de la colonización. 
Su estructura se centra en el Congreso Iberoamericano de Pensamiento, los centros culturales Ibérico, de América Latina y el Caribe, y la Casa del Taita. También incluye el audiovisual iberoamericano, el coloquio de letras, artes plásticas, la feria artesanal Iberoarte, brigadas de solidaridad, pasacalles, galas inaugurales y visitas a lugares emblemáticos como el sitio por donde desembarcó Cristóbal Colón, Bariay y Gibara.
Celebrando la historia, las tradiciones, y la relación entre las raíces y lo contemporáneo, este se ha consolidado entre los eventos más representativos del calendario cultural de Holguín, junto a las Romerías de Mayo y el Festival Internacional de Cine de Gibara, generando cooperación, reconocimiento y participación internacional, reforzando el intercambio artístico, académico y turístico.

#### Dedicatorias por año:
- 1993 – I Edición – Iberoamérica.

- 1994 – II Edición – Canarias.

- 1995 – III Edición – Cuba y Puerto Rico.

- 1996 – IV Edición – Argentina y Cataluña.

- 1997 – V Edición – Venezuela y Galicia.

- 1998 – VI Edición – Chile y Andalucía.

- 1999 – VII Edición – República Dominicana y Asturias.

- 2000 – VIII Edición – Brasil, Portugal y España.

- 2001 – IX Edición – Venezuela.

- 2002 – X Edición – Iberoamérica toda.

- 2003 – XI Edición – México y Valencia.

- 2004 – XII Edición – Brasil y Canarias.

- 2005 – XIII Edición – Ruta Colombina y República Dominicana.

- 2006 – XIV Edición – Proyectos de integración Latinoamericana.

- 2007 – XV Edición – Iberoamérica en nosotros.

- 2008 – Pospuesta –  Por una Iberoamérica más integrada y humanista (Se pospone su realización por el paso del huracán Ike y se realiza la I Brigada Internacional de Solidaridad).

- 2009 – XVI Edición – Ameroiberia: Utopía o realidad.

- 2010 – XVII Edición – Los bicentenarios de los procesos de independencia de los países de América Latina.

- 2011 – XVIII Edición – Se realiza la IV Brigada Internacional de Solidaridad.
- 2013 – XIX Edición – Pueblos suramericanos y los procesos de integración y emancipación iberoamericanos.
- 2014 –  XX Edición – Sostenibilidad[6]
- 2015 – XXI Edición – 400 años de la publicación de Don Quijote, los 20 años de la Sociedad Cultural José Martí y los 50 años de Juventud Rebelde y el hospital Vladimir Lenin.[7]
- 2016 XXII Edición – Movilidad poblacional en la región, y grupos culturales que perseveran en defender su identidad.[8]
- 2017 – XXIII Edición – Desarrollo local e Industrias culturales.[9]
- 2018 – XXIV Edición – 25 años de la Casa Iberoamericana y a Armando Hart Dávalos y José Manuel Guarch del Monte.[10]
- 2019 – XXV Edición – 180 aniversario del Mayor General Calixto García, 60 de la desaparición física de Camilo Cienfuegos, 300 del pueblo de Holguín y el centenario del fallecimiento del escritor Benito Pérez Galdós.[11]
- 2020 – XXVI Edición –  Se realizó de manera digital debido a la pandemia de COVID y tuvo como tema La cultura como factor de resiliencia.[12]
- 2021 – XXVII Edición – Aniversario de la Asociación Cubana de Artesanos y Artistas y los 30 de la brigada de Solidaridad con Cuba Juan Rius Rivera, de Puerto Rico.[13]
- 2022 – XXVIII Edición – Tres décadas del debate cultural entorno al encuentro mutuo entre Europa y América en 1492.[14]
- 2023 – XXIX Edición – 30 años de fundada la Casa de Iberoamérica.
- 2024 – XXX Edición – 30 años de fundado el evento.

## Galería de imágenes

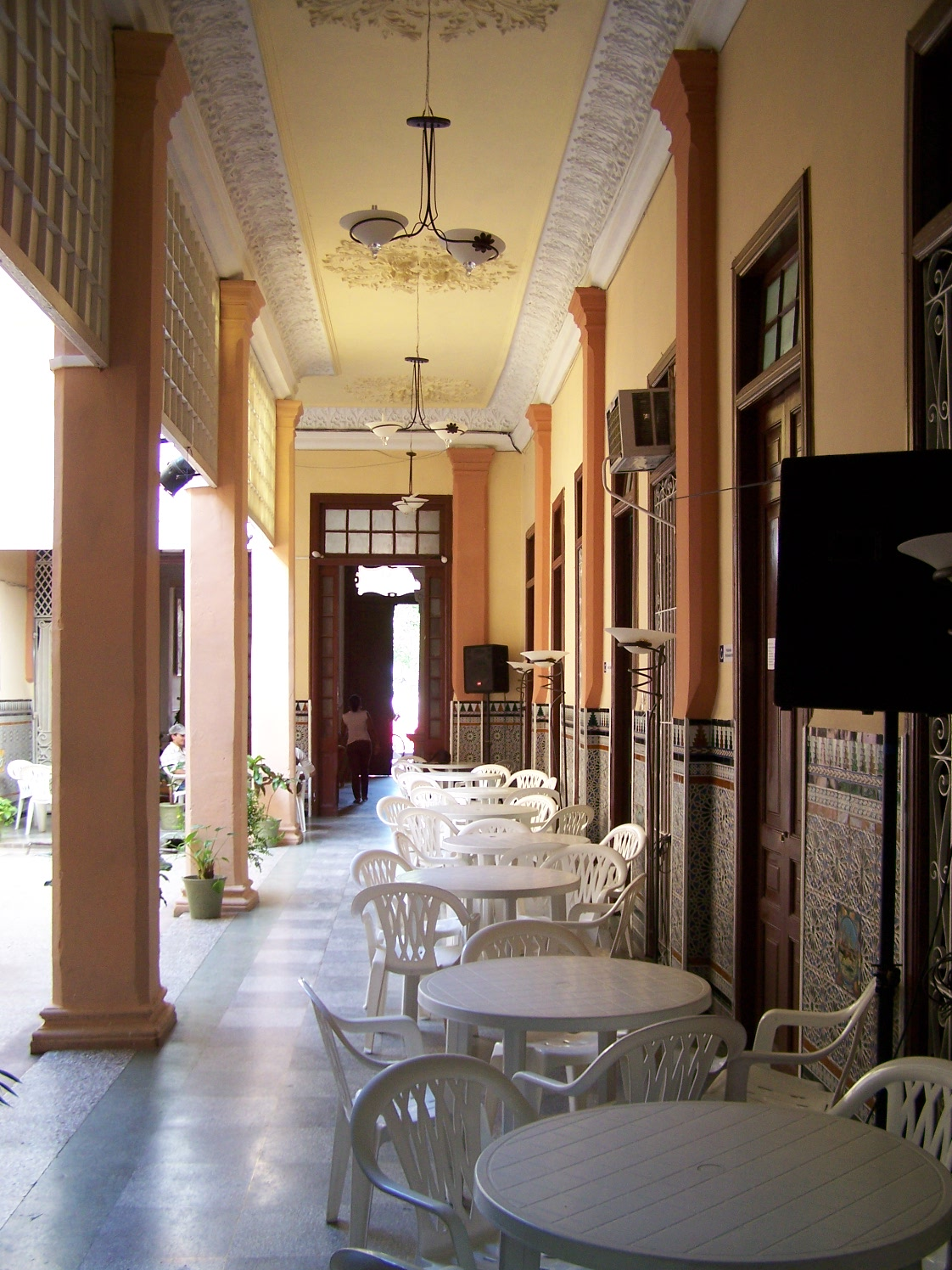
Pasillo en el patio interior del edificio.
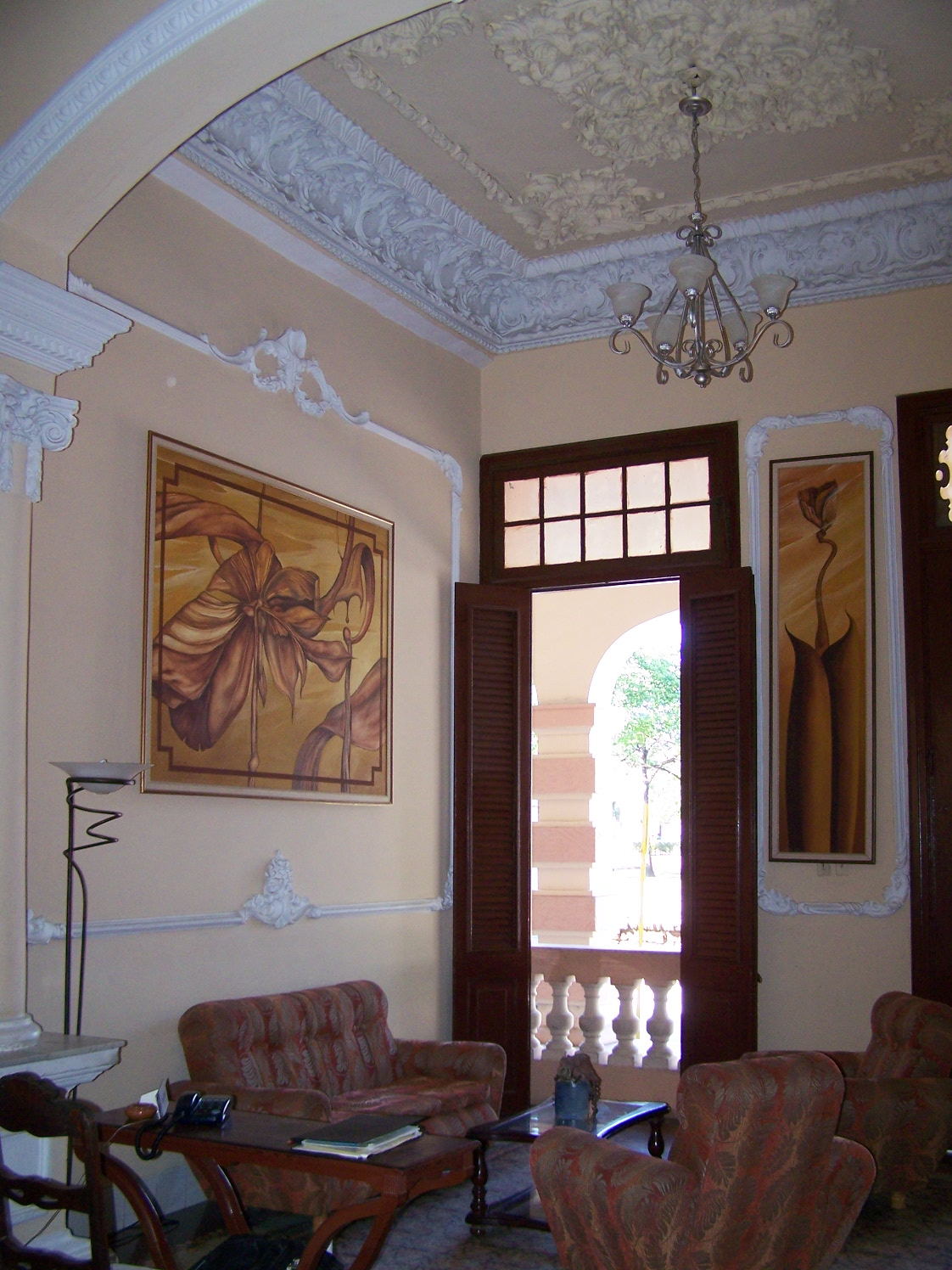
Sala interior del inmueble.
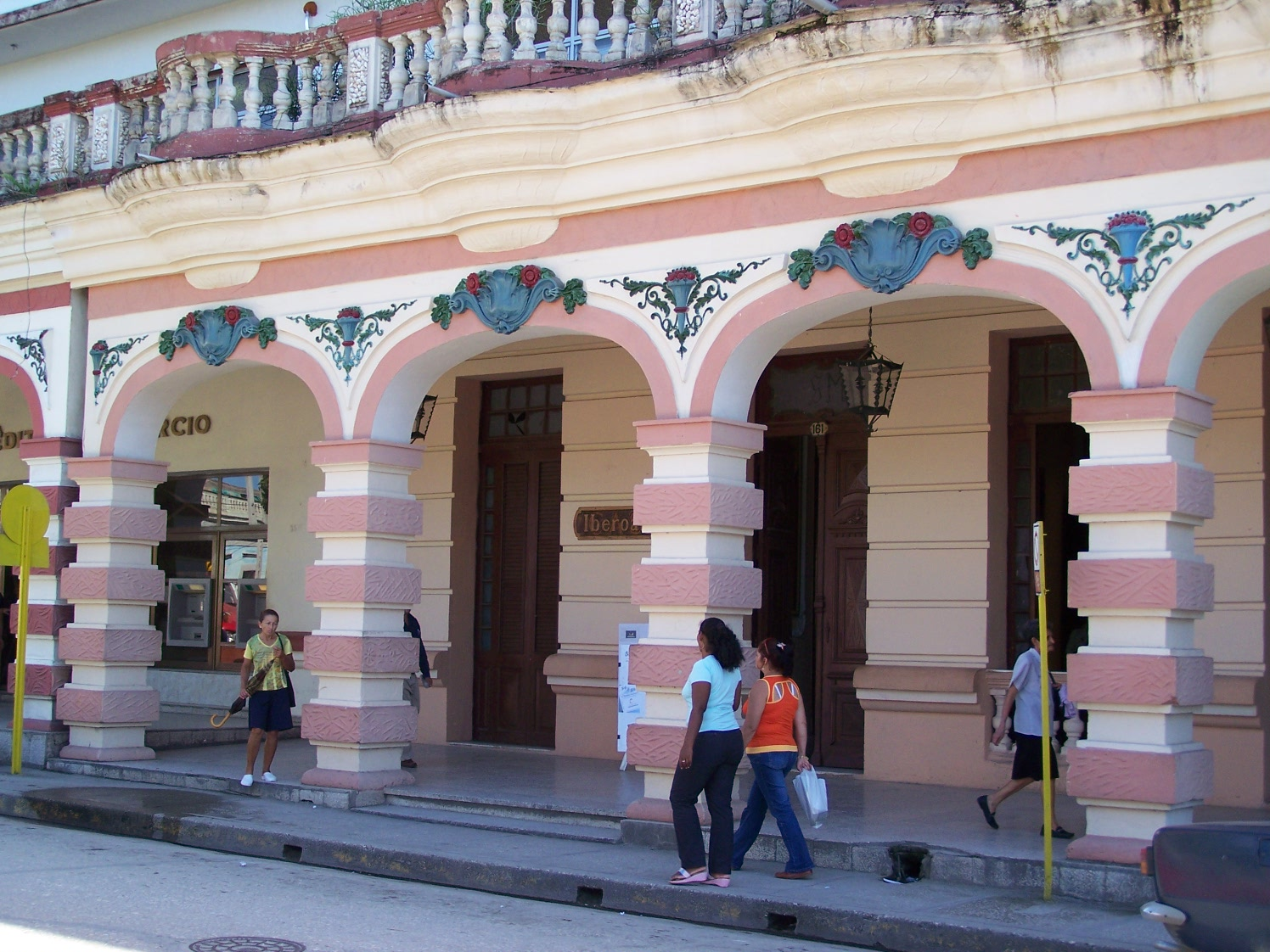
Fachada de la Casa de Iberoamerica.